# 里弗賽德鎮區 (內布拉斯加州蓋奇縣)
里弗賽德鎮區（英語：Riverside Township）是位於美國內布拉斯加州蓋奇縣的一個行政鎮區。

## 地方資料
里弗賽德鎮區的面積為87.46平方千米，當中陸地面積為87.28平方千米，而水域面積為0.18平方千米。根據2020年美國人口普查的數據，當地共有人口387人，而人口密度為每平方千米4.42人。